# Phthitia spinosa
Phthitia spinosa är en tvåvingeart som först beskrevs av Collin 1930.  Phthitia spinosa ingår i släktet Phthitia, och familjen hoppflugor. Arten är reproducerande i Sverige.